# 韦巨源
韦巨源（631年—710年7月22日），京兆万年（今陕西省西安市）人，中国唐朝和武则天周朝官员，在武则天、其子唐中宗及其孙唐殇帝年间多次任宰相。唐中宗年间，他和中宗有权势之妻韦皇后相结，中宗于景龙四年（710年）崩，中宗妹太平公主、侄临淄王李隆基发动政变杀韦后之后，韦巨源也被杀。

## 家世
韦巨源出自京兆韦氏郧公房，北周大司空、郧国公韦孝宽的玄孙，北周京兆尹韦总的曾孙，韦巨源祖父韦匡伯袭封韦孝宽的爵位郧国公，隋朝时改封舒国公。韦巨源父韦思仁在唐朝年间官居尚衣奉御。

## 武则天年间
武则天年间，韦巨源累迁司宾少卿，转司府卿、文昌右丞。长寿二年（693年）在文昌左丞（《旧唐书·则天皇后纪》《新唐书·则天皇后纪》仍作文昌右丞）任上被授同凤阁鸾台平章事，为实质宰相。三年（694年），转夏官侍郎，仍同平章事。韦巨源有吏才，谨慎复查省内文案并予以纠正，虽然为下属所怨，还是纠正了他们的不少错误。
韦巨源、豆卢钦望、陆元方、苏味道、杜景俭五位宰相等曲从权相内史李昭德。延载元年（695年），武则天不满李昭德，贬之。另一宰相检校凤阁侍郎周允元与司刑少卿皇甫文备上表弹劾韦巨源等五宰相不能匡正李昭德。五人都被贬为刺史，其中韦巨源被贬为鄜州刺史。久视元年（700年）十一月，又被召回拜地官尚书，十二月又在文昌左丞任上被拜为宰相之职纳言。年末，因韦巨源堂叔文昌右丞韦安石被拜为鸾台侍郎、同平章事，武则天不喜欢同一家族有多名宰相，罢韦巨源相位。武则天幸西京长安监造母杨氏陵墓，任韦巨源为神都洛阳留守。长安二年（702年），武则天召韦巨源赴长安，以副留守李峤代之。转刑部尚书，加太子宾客。武则天回洛阳，以韦巨源为西京留守。

## 唐中宗年间
神龙元年（705年），武则天被政变推翻，其子曾在嗣圣元年（684年）短暂为帝的李显复位，即唐中宗。韦巨源入拜工部尚书，封同安县子。七月，迁吏部尚书，授同中书门下三品，拜相，进封郇县伯。当时朝廷缺乏要员，韦巨源主事除十人官职，其一为检校中书令杨再思，杨再思问其余官职授何人，得知都是宰相们的近支亲属。杨再思深叹：“我们真是负了天下。”韦巨源却说这是时下之计。当时有贤德的人终不能进身，士大夫莫不离心。九月，因韦安石任宰相职中书令，韦巨源又被罢为礼部尚书。
二年（706年）二月，韦巨源改任刑部尚书，再授同中书门下三品，中宗命他和韦皇后叙宗亲。进封舒国公。从此在朝中成为韦后党羽。三月，中宗婿光禄卿驸马都尉王同皎被控与洛阳人张仲之、祖延庆、武当丞周憬等谋反，计划杀韦后情人、武则天侄德静王武三思、废韦后。张仲之被讯问时，说武三思罪状，直称武三思和韦后通奸。负责参验其事的韦巨源和另一结连韦后的宰相侍中杨再思假装睡觉，不予理睬，与吏部尚书李峤故意将王同皎断为死罪，众以为冤。七月，改吏部尚书。
景龙元年（707年）九月，韦巨源为侍中、中书令。奉诏与唐休璟、李怀远、祝钦明、苏瑰等定《垂拱格》及《格后敕》，前后计二十卷，颁下施行。又与太子中允刘知几、同僚纪处讷、中书令杨再思、兵部尚书宗楚客、中书侍郎萧至忠并监修国史。武三思先有实封数千户在贝州，当时遇到大水，刺史宋璟请求免租庸及封丁，韦巨源却以为庄稼虽然被淹没，还有蚕桑业可输租税，于是河朔户口颇多流散。武三思构陷神龙政变功臣敬晖、桓彦范等，大理卿裴谈判其处斩、抄家，大理丞李朝隐忤旨，中宗令贬李朝隐于岭南恶处，韦巨源和中书令李峤奏称李朝隐素有清正之名，断狱也得当，一旦远贬岭南，天下会怀疑其罪。中宗意解后，即出李朝隐为闻喜令。二年（708年）二月，传言韦后衣笥裙上有五色云，是吉兆，韦巨源请公布天下，中宗从之，并大赦。当时星坠如雷、野雉同叫之类的凶兆，韦巨源却不说，又见中宗昏惑，与左卫将军同中书门下三品宗楚客、吏部尚书同平章事郑愔、谏议大夫赵延禧等传播妖言祥瑞，秘密引导韦后效法武则天。同年，罢侍中。与杨再思、李峤唯诺自全，无所匡正。
三年（709年）二月，韦巨源、杨再思分别被任为左、右仆射，并加同中书门下三品。又拜尚书令、同中书门下三品，仍旧监修国史。八月，中宗将祭祀长安南郊，国子祭酒祝钦明和国子司业郭山恽为奉承韦后，提议韦后为亚献，而太常博士唐绍、蒋钦绪、国子司业盐官褚无量则反对。韦巨源详定仪注，希旨认可祝钦明所议，于是韦后为亚献。祝钦明起初建议中宗有权势的女儿安乐公主李裹儿为终献，但唐绍、蒋钦绪坚决反对，中宗最终以韦巨源为终献。
四年二月，中宗驾幸梨园毬场，命文武三品以上蹴鞠、拔河。韦巨源和同僚宰相太子少师同中书门下三品唐休璟因年老摔倒在地，长久不能起来。中宗、皇后、皇妃、公主们看了，大笑。

## 唐殇帝年间
六月，中宗暴崩，传统史家认为是韦后和李裹儿所毒杀，这样韦后能如武则天一样称帝，李裹儿能成为皇太女。韦后秘不发丧，召诸宰相韦安石、韦巨源、萧至忠、宗楚客、纪处讷、韦温、李峤、韦嗣立、唐休璟、赵彦昭及苏瑰等十九人入禁中会议，立中宗庶子温王李重茂为皇帝，即殇帝，本人作为摄政皇太后维持实权。不足一月，中宗妹太平公主和侄子临淄王李隆基发动政变，杀韦太后、李裹儿。消息传出，韦巨源家人建议其躲避。韦巨源答：“我是大臣，有难岂能不赴？”出门到都街，被乱兵所杀。
不久，李隆基擁其父親，曾为皇帝的相王李旦復辟，即唐睿宗。睿宗追赠韦巨源特进、荆州大都督。太常博士李处直建议谥韦巨源为“昭”。户部员外郎李邕坚决反对，说：“武三思引荐他为宰相，阿韦（即韦后）以他为宗亲。无功受封，无德受禄。他诽谤同族韦安石，却阿附外人宗楚客。谥号‘昭’是不合适的。”后来又上了一篇更长的表文《又驳韦巨源谥议》反对此谥，虽然世人同意，此文也被文士所推重，但睿宗仍然谥韦巨源为“昭”。

## 子
- 韦明扬，华州刺史

## 著作
韋巨源編有《燒尾宴食單》，內容為唐中宗景龍二年（708年）韋巨源從兵部尚書升任尚書左僕射時舉辦的答謝皇帝的宴會「燒尾宴」的菜單，成為今日研究唐朝餐宴文化的重要參考文獻。